# نعمة مهملة
نعمة مهملة أو زوفا السياج المهملة (الاسم العلمي:Gratiola neglecta) هي نوع من النباتات يتبع جنس الغراتيولا من الفصيلة الحملية.